# Waleryj Scharyj
Waleryj Pjatrowitsch Scharyj (belarussisch Валерый Пятровіч Шарый, oft russisch Валерий Петрович Шарий/Waleri Petrowitsch Schari; * 2. Januar 1947 in Tscherwen bei Minsk) ist ein ehemaliger sowjetischer Gewichtheber.

## Werdegang
Scharyj begann bei der Sowjetarmee, in der er sich zum Offizier hochgearbeitet hatte, mit dem Gewichtheben. Er war jüdischer Herkunft. Da er sehr talentiert war, kam er rasch voran. Allerdings war er zu einem Zeitpunkt aktiv, in dem die Konkurrenz im eigenen Lande besonders groß war. Um 1970 kämpften nicht weniger als sieben sowjetische Gewichtheber (Boris Selizki, Gennadi Iwantschenko, Wladimir Beljajew, Dawid Rigert, Boris Pawlow, Wladimir Ryschenkow und eben Waleryj Scharyj) um die Vormachtstellung im Leichtschwergewicht. Kein Wunder, dass es deshalb keinem gelang, über einen längeren Zeitraum an der Spitze zu bleiben. Die Ausnahmen waren David Rigert, der allerdings bald in eine höhere Gewichtsklasse wechselte und Waleryj Scharyj. Bei seinem ersten internationalen Start, der Weltmeisterschaft 1969 enttäuschte Waleryj Scharyj die Erwartungen seiner Mannschaftsführung. Er wurde daraufhin erst 1972 wieder bei einer großen internationalen Meisterschaft eingesetzt, den Olympischen Spielen in München. Dort versagte er aber wieder mit drei Fehlversuchen im Drücken. Trotzdem ließ er sich nicht unterkriegen und schaffte in den Jahren 1975 und 1976 seine größten Erfolge, denn er wurde Olympiasieger, Welt- und Europameister. Nach 1978 wechselte er wegen Gewichtsschwierigkeiten in das Mittelschwergewicht. Obwohl auch in dieser Gewichtsklasse die nationale Konkurrenz sehr stark war, konnte er noch einige Erfolge verzeichnen.
Nach Beendigung seiner aktiven Zeit wurde Waleryj Scharyj ein erfolgreicher Trainer.

## Internationale Erfolge/Mehrkampf
(OS = Olympische Spiele, WM = Weltmeisterschaft, EM = Europameisterschaft, Ls = Leichtschwergewicht, Ms = Mittelschwergewicht, Wettbewerbe bis 1972 im olympischen Dreikampf, bestehend aus Drücken, Reißen und Stoßen, ab 1973 im Zweikampf, bestehend aus Reißen und Stoßen)
- 1969, 1. Platz, Baltic Cup Zinnowitz, Ls, mit 480 kg, vor Boris Selizki, UdSSR, 477,5 kg und Pietruszek, Polen, 442,5 kg;
- 1969, 5. Platz (4. Platz), WM + EM in Sofia, Ls, mit 472,5 kg, hinter Masushi Ōuchi, Japan, 487,5 kg, Károly Bakos, Ungarn, 487,5 kg, Seltzki, 482,5 kg und Norbert Ozimek, Polen, 475 kg;
- 1970, 2. Platz, Int. Turnier in Dnepropetrowsk, Ls, mit 487,5 kg, hinter Selizki, 492,5 kg und vor Pipiridi, UdSSR, 472,5 kg;
- 1972, 1. Platz, Vorolymp. Turnier in Ulm, Ls, mit 492,5 kg, vor Ozimek, 490 kg und Kaarlo Kangasniemi, Finnland, 490 kg;
- 1972, unplatziert, OS in München, nach drei Fehlversuchen im Drücken
- 1973, 1. Platz, Spartakiade der soz. Armeen, Ms, mit 350 kg, vor Ozimek, 345 kg und Atanas Schopow, Bulgarien, 330 kg;
- 1975, 1. Platz, Int. Turnier in Saporischschja, Ls, mit 355 kg, vor Gennadi Iwantschenko, UdSSR, 342,5 kg und Gennadi Bessonow, UdSSR, 342,5 kg;
- 1975, 1. Platz, WM in Moskau, Ls, mit 357,5 kg, vor Trendafil Stojtschew, Bulgarien, 357,5 kg, Avellan, Finnland, 350 kg und Rolf Milser, Deutschland, 347,5 kg;
- 1976, 1. Platz, EM in Berlin, Ls, mit 367,5 kg, vor Blagoj Blagoew, Bulgarien, 365 kg und Trendafil Stojtschew, 365 kg;
- 1976, Goldmedaille, OS in Montreal, Ls, mit 365 kg, vor Blagoj Blagoew, 362,5 kg und Trendafil Stojtschew, 360 kg; Blagoew wurde nachträglich wegen Dopings disqualifiziert,
- 1978, 1. Platz, Int. Turnier in Farg‘ona, Ms, mit 380 kg, vor Adam Saidulajew, UdSSR, 372,5 kg;
- 1979, 1. Platz, Großer Preis der UdSSR in Leningrad, Ms, mit 382,5 kg, vor Mowsarow, UdSSR, 370 kg und Rehus, Ungarn, 355 kg;
- 1979, 3. Platz, EM in Warna, Ms, mit 370 kg, hinter Milser, 382,5 kg und Péter Baczakó, Ungarn, 370 kg;
- 1979, 1. Platz, SKDA-Meisterschaft, Ms, mit 367,5 kg, vor Gugawa, Polen, 342,5 kg und Komarezki, Bulgarien, 340 kg;
- 1980, 2. Platz, EM, Ms, hinter Rumen Alexandrow, Bulgarien und vor Gennadi Bessonow, UdSSR.

## Medaillen Einzeldisziplinen
2 × WM-Gold,
2 × WM-Silber,
1 × EM-Gold,
5 × EM-Silber.

## UdSSR-Meisterschaften
- 1971, 4. Platz, Ls, mit 490 kg, hinter Iwantschenko, 500 kg, Selitzki, 495 kg und Boris Pawlow, 490 kg;
- 1975, 1. Platz, Ls, mit 365 kg, vor Pawlow, 347,5 kg und Kalaschnikow, 342,5 kg;
- 1977, 1. Platz, Ls, mit 362,5 kg;
- 1978, 1. Platz, Ls, mit 362,5 kg;
- 1979, 1. Platz, Ms, mit 390 kg, vor Bessonow, 377,5 kg und Zhgun, 367,5 kh.

## Weltrekorde
(alle im Leichtschwergewicht erzielt)
im Drücken:
- 178 kg, 1972 in Moskau.

im Reißen:
- 156,5 kg, 1972 in Riga,
- 158,5 kg, 1973 in Riga,
- 160,5 kg, 1973 in Donezk,
- 165,5 kg, 1975 in Vilnius.

im Stoßen:
- 203 kg, 1975 in Saporischschja,
- 203,5 kg, 1975 in Vilnius,
- 204,5 kg, 1976 in Tula.

im olympischen Dreikampf:
- 510 kg, 1971 in Jerewan,
- 517,5 kg, 1972 in Moskau,
- 522,5 kg, 1972 in Moskau,
- 527,5 kg, 1972 in Moskau,
- 367,5 kg, 1976 in Berlin.